# Montanges
Montanges és un municipi francès situat al departament de l'Ain i a la regió d'Alvèrnia-Roine-Alps. L'any 2007 tenia 331 habitants.

## Demografia

### Població
El 2007 la població de fet de Montanges era de 331 persones. Hi havia 132 famílies de les quals 32 eren unipersonals (20 homes vivint sols i 12 dones vivint soles), 40 parelles sense fills, 56 parelles amb fills i 4 famílies monoparentals amb fills.
La població ha evolucionat segons el següent gràfic:
Habitants censats

### Habitatges
El 2007 hi havia 189 habitatges, 134 eren l'habitatge principal de la família, 33 eren segones residències i 22 estaven desocupats. 162 eren cases i 25 eren apartaments. Dels 134 habitatges principals, 106 estaven ocupats pels seus propietaris, 24 estaven llogats i ocupats pels llogaters i 4 estaven cedits a títol gratuït; 3 tenien una cambra, 5 en tenien dues, 17 en tenien tres, 32 en tenien quatre i 77 en tenien cinc o més. 118 habitatges disposaven pel capbaix d'una plaça de pàrquing. A 43 habitatges hi havia un automòbil i a 82 n'hi havia dos o més.

### Piràmide de població
La piràmide de població per edats i sexe el 2009 era:
| Homes | Edats   | Dones |
| ----- | ------- | ----- |
| 0     | 95 o +  | 0     |
| 0     | 90 a 94 | 0     |
| 0     | 85 a 89 | 0     |
| 4     | 80 a 84 | 0     |
| 8     | 75 a 79 | 8     |
| 4     | 70 a 74 | 12    |
| 12    | 65 a 69 | 4     |
| 4     | 60 a 64 | 4     |
| 0     | 55 a 59 | 8     |
| 0     | 50 a 54 | 0     |
| 8     | 45 a 49 | 4     |
| 12    | 40 a 44 | 4     |
| 20    | 35 a 39 | 20    |
| 8     | 30 a 34 | 8     |
| 16    | 25 a 29 | 12    |
| 0     | 20 a 24 | 0     |
| 12    | 15 a 19 | 0     |
| 16    | 10 a 14 | 12    |
| 8     | 5 a 9   | 8     |
| 12    | 0 a 4   | 8     |

## Economia
El 2007 la població en edat de treballar era de 220 persones, 182 eren actives i 38 eren inactives. De les 182 persones actives 171 estaven ocupades (93 homes i 78 dones) i 11 estaven aturades (5 homes i 6 dones). De les 38 persones inactives 16 estaven jubilades, 15 estaven estudiant i 7 estaven classificades com a «altres inactius».

### Ingressos
El 2009 a Montanges hi havia 129 unitats fiscals que integraven 319 persones, la mediana anual d'ingressos fiscals per persona era de 19.873 €.

### Activitats econòmiques
Dels 9 establiments que hi havia el 2007, 1 era d'una empresa alimentària, 1 d'una empresa de fabricació d'altres productes industrials, 1 d'una empresa de construcció, 2 d'empreses d'hostatgeria i restauració, 1 d'una empresa d'informació i comunicació, 1 d'una empresa immobiliària, 1 d'una empresa de serveis i 1 d'una entitat de l'administració pública.
Dels 2 establiments de servei als particulars que hi havia el 2009, 1 era una fusteria i 1 restaurant.
L'any 2000 a Montanges hi havia 4 explotacions agrícoles que ocupaven un total de 248 hectàrees.

## Equipaments sanitaris i escolars
El 2009 hi havia una escola elemental.

## Poblacions més properes
El següent diagrama mostra les poblacions més properes.